# Puente de Ōmishima

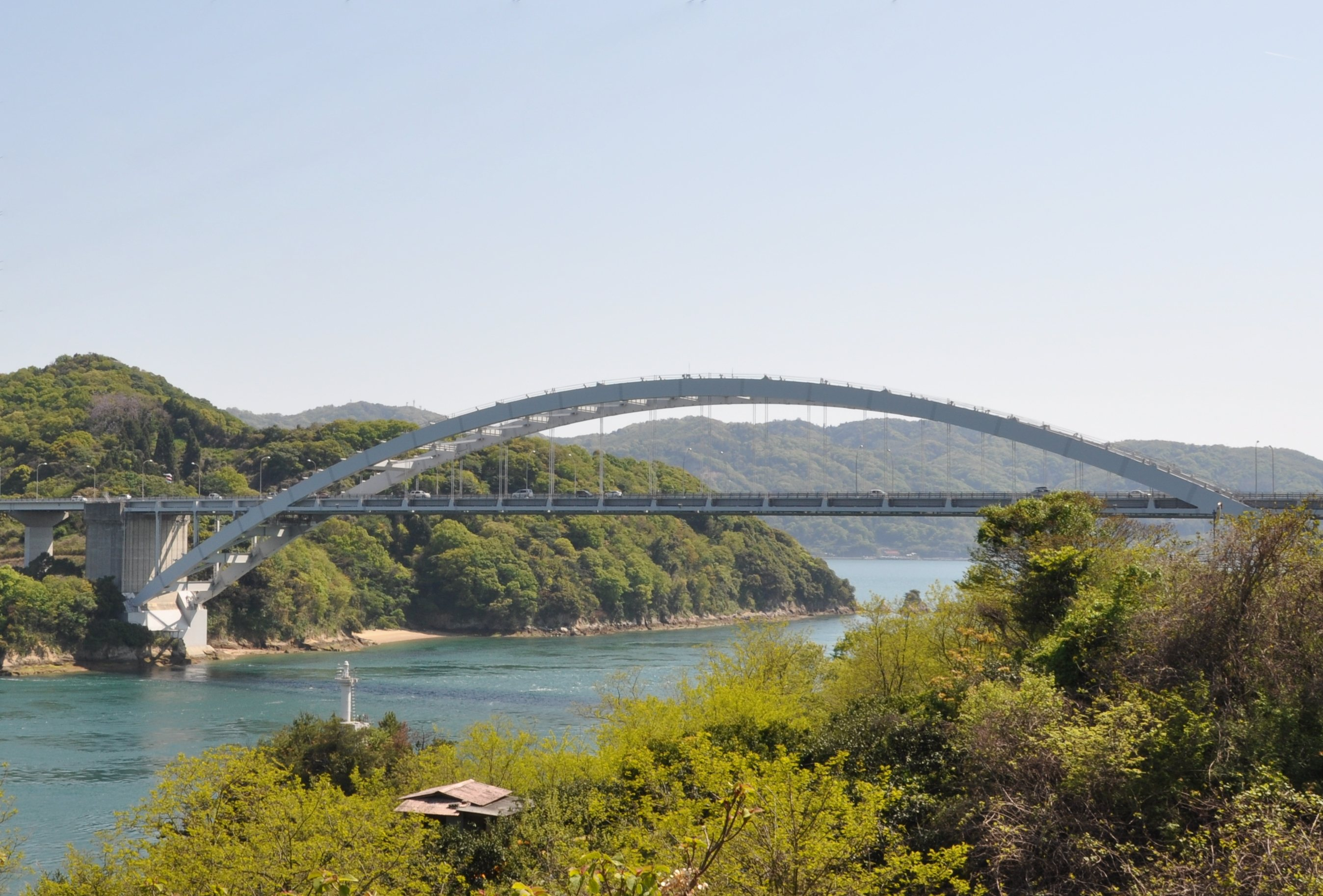
Vista del puente de Ōmishima

El puente de Ōmishima (大三島橋 Ōmishima-bashi?) es un puente en arco que atraviesa el estrecho de Hanakuriseto (鼻栗瀬戸海峡 Hanakuriseto-kaikyō?) del mar interior de Seto. Es parte de la autovía de Nishiseto, un complejo que complementa la ruta nacional 317, comunicando las islas Hakata y Ōmi. Fue el primer puente que se inauguró de los que integran los tres complejos de puentes que comunican la isla de Shikoku con Honshū.

## Datos
- Fecha de inauguración: 13 de mayo de 1979.
- Longitud total: 328 m
- Vano: 297 m
- Denominación de la ruta: Ruta Nacional 317 (Autovía de Nishiseto)
- Velocidad máxima permitida: 80 km/h
- Carriles: 1 por mano (pero proyectado para 2 por mano).
- Circulación: peatones, bicicletas, motos, autos y camiones.